# Ardisia faberi
Ardisia faberi är en viveväxtart som beskrevs av William Botting Hemsley. Ardisia faberi ingår i släktet Ardisia och familjen viveväxter. Inga underarter finns listade i Catalogue of Life.